# Argungu
Argungu es una ciudad en el estado nigeriano de Kebbi, situado a la orilla del río Sokoto. En 2007, Argungu tenía una población estimada de 47.064. 
La ciudad es la sede del emirato de Kebbi (o emirato de Argungu), uno de los estados nigerianos tradicionales.

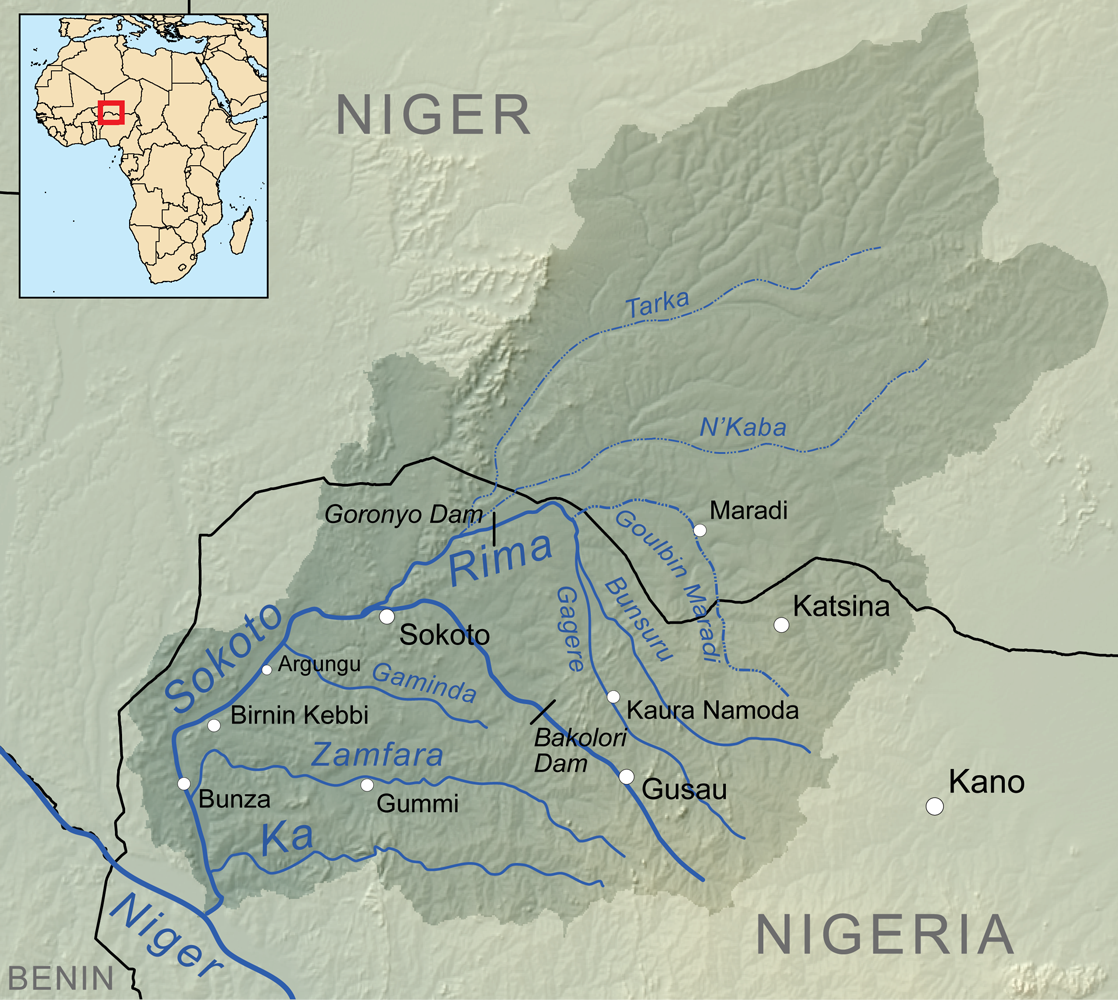
Cuenca del río Sokoto